# Mount Theaker
Mount Theaker är ett berg i Antarktis. Det ligger i Östantarktis. Australien gör anspråk på området. Toppen på Mount Theaker är 1 685 meter över havet, eller 161 meter över den omgivande terrängen. Bredden vid basen är 1,9 km.
Terrängen runt Mount Theaker är huvudsakligen kuperad. Trakten är obefolkad. Det finns inga samhällen i närheten.